# Karel Picka (spisovatel)
Karel Picka (31. března 1880 Hradec Králové – 6. června 1953 Hradec Králové) byl český kapitán četnictva, který vešel ve známost jako spisovatel beletrista, jenž psal zejména historické a dobrodružné romány. Byl pohřben na hřbitově v Pouchově.

## Dílo
- Rozvrat rodu Agičů (1932) – dobrodružný román z dob okupace Černé Hory rakousko-uherským vojskem
- Pirátova závěť (1936, 2. vydání) – dobrodružný román z Balkánu[5]
- Vzpoura (1938) – historický román ze života četníků
- Po stopách kališníků (1945) – historický román z dob první světové války, Češi a Slováci hledající záchranu své vlasti v ruských plucích[5]
- Pád Gondaru – dobrodružný román ze světové války na africké pevnině 1942 (1945)[6]. Odehrává se v Africe, kde čeští dobrovolníci s francouzskými vojáky bojují proti Němcům.[5]

V románech Vzpoura a Pád Gondaru se nacházejí zmínky o jeho rodném Hradci Králové.